# 拉斯昆布雷斯 (巴拿馬區)
拉斯昆布雷斯（西班牙語：Las Cumbres），是巴拿馬的城鎮，位於該國中東部，由巴拿馬省的巴拿馬區負責管轄，面積106平方公里，2010年人口127,440，人口密度每平方公里310人。